# José Antonio Gutiérrez de la Vega y Moncloa
José Antonio Gutiérrez de la Vega y Moncloa (Sevilla, 24 d'agost de 1824 - Madrid, 12 de febrer de 1900) fou un periodista, escriptor i polític andalús.

## Biografia
Estudià medicina a la Universitat de Sevilla, però només va exercir com a cirurgià, i aviat es dedicà principalment al periodisme. En 1840 va sol·licitar l'ingrés al Col·legi Nacional de Medicina i Cirurgia però, encara que va realitzar diversos cursos, mai va arribar a obtenir el títol de metge, malgrat els tres anys que va passar fent pràctiques en l'Hospital Militar de Sevilla, per la qual cosa es va dedicar a la història de la medicina.

Viajes por Italia con la espedicion española, 1850

Al seu retorn de Madrid, on es va desplaçar per estudiar medicina, va començar les seves carrera periodística com a redactor d'El Independiente i de la revista literària La Giralda creada per ell mateix. El 1849 participà en l'expedició espanyola als Estats Pontificis, per la que fou condecorat per Isabel II.
Alhora col·laborà al diari El Popular de Madrid i el 1852 va fundar i dirigir El Heraldo Médico, on va publicar nombrosos articles de polèmica mèdica. Proper al Partit Moderat, va dirigir els diaris El León Español (1854-1860) i El Horizonte (1859-1860), i gràcies a la protecció de Narváez fou diputat per Guadix el 1857. Fou nomenat governador civil de Granada el 1864 i de Madrid el 1865, càrrec que hagué de deixar després dels fets de la nit de Sant Daniel (10 d'abril de 1865).
Durant aquest temps va iniciar dues col·leccions de llibres sobre cacera i autors clàssics grecs. De 1867 a 1868 fou governador civil de l'Havana. Fou destituït després de la revolució de 1868 i això provocà que participés en les diverses conspiracions monàrquiques. No tornà a la Península fins al 1876, on va editar el diari La Ilustración Venatoria, dedicat a la cacera.
Fou elegit diputat del Partit Conservador pel districte de Villanueva de los Infantes (Ciudad Real) a les eleccions generals espanyoles d'abril de 1872 i 1881, pel d'Albocàsser a les eleccions generals espanyoles de 1884, pel d'Ordes a les eleccions generals espanyoles de 1886 i novament pel de Villanueva de los Infantes a les eleccions generals espanyoles de 1891. De 1890 a 1893 fou director general de l'Administració Civil. Va morir d'una broncopneumònia a Madrid.

## Obres
- Viaje a Italia con la expedición española (1850)
- Historia de la Sífilis (1851)
- Bibliografía Venatoria Española (1877)
- Enseñanza del perro de muestra (1899)